# برنارد جوي
برنارد جوي (بالإنجليزية: Bernard Joy)‏ (29 أكتوبر 1911 بلندن في المملكة المتحدة - 18 يوليو 1984 في المملكة المتحدة) هو صحفي ولاعب كرة قدم بريطاني في مركزي الدفاع وقلب الدفاع، شارك في الألعاب الأولمبية الصيفية 1936. وشارك مع منتخب إنجلترا لكرة القدم. أما مع النوادي، فقد لعب مع نادي أرسنال ونادي ساوثيند يونايتد ونادي فولهام ومنتخب إنجلترا الوطني لكرة القدم للهواة ‏ وCasuals F.C. ‏.

## وصلات خارجية
- برنارد جوي على موقع الاتحاد الدولي (مؤرشف)  (الإنجليزية)
- برنارد جوي على موقع قاعدة بيانات كرة القدم.إي يو (الإنجليزية)
- برنارد جوي على موقع ناشيونال فوتبول تيمز (الإنجليزية)
- برنارد جوي على موقع أوليمبيديا (الإنجليزية)